# Злинка гостра
Злинка гостра (Erigeron acris) — вид рослин з родини айстрових (Asteraceae), поширений у США, Канаді, Європі, Азії.

## Опис

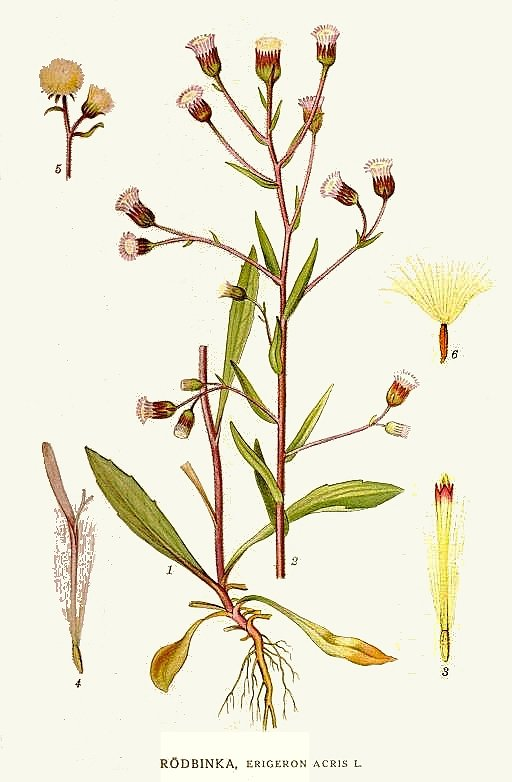

Дворічна трава, 10–50(100) см заввишки. Рослина з тонким стрижневим головним коренем. Стебла прямостійні або висхідні. Листки тонкі, поверхні ворсисті чи голі; поля цілі, дистанційно зубчасті, чи зубчасті, довгочерешкові, ланцетні або довгасті, 1.5–13 × 0.3–1.8 см, верхівки тупі або гострі; середні та верхні стеблові листки сидячі, ланцетні або довгасті, 0.3–8.5 × 0.1–1 см, верхівка гострі, дугоподібні або тупі. Кошики численні 10–21 мм в діаметрі, в волотистому суцвітті. Сім'янки солом'яно забарвлені, від довгастих до довгасто-ланцетоподібних, ±стислі, 1.6–2.5 мм, вкриті короткими жорсткими притиснутими волосками, 2-жильні. Папус білий або білуватий.

## Поширення
Поширений у США, Канаді, Європі, Азії.
В Україні вид зростає у степах, на схилах, луках — на всій території, б.-м. звичайний; бур'ян.